# مونیکا رایت
مونیکا رایت (انگلیسی: Monica Wright؛ زادهٔ ۱۵ ژوئیهٔ ۱۹۸۸) بازیکن بسکتبال اهل ایالات متحده آمریکا است.
وی در مسابقات کشوری و بین‌المللی در مجموع برندهٔ ۱ مدال طلا شده‌است.